# Prepona crassina
Prepona crassina är en fjärilsart som beskrevs av Hans Fruhstorfer 1904. Prepona crassina ingår i släktet Prepona och familjen praktfjärilar. Inga underarter finns listade i Catalogue of Life.